# 可羅薩里過剩數
可羅薩里過剩數（Colossally superabundant number，有時會簡稱CA）是指一正整數n，存在一正數ε，使得對於所有正整數m，下式恆成立：
{\displaystyle {\frac {\sigma (m)}{m^{1+\varepsilon }}}<{\frac {\sigma (n)}{n^{1+\varepsilon }}}}
其中σ為除數函數，是所有正因數（包括本身）的和。
頭幾個超過剩數為：
2, 6, 12, 60, 120, 360, 2520, 5040... （OEIS數列A004490）
所有的可羅薩里過剩數都是超過剩數，但有些整數是超過剩數，而不是可羅薩里過剩數。

## 歷史
可羅薩里過剩數最早是由斯里尼瓦瑟·拉马努金所發現，他在1915年提出的相關高合成數的論文中原來有包括有可羅薩里過剩數的相關研究。不過因為期刊發行單位倫敦數學學會的財務問題，拉马努金為了減少論文的篇幅，願意刪除論文中有關可羅薩里過剩數的內容。拉马努金的研究和黎曼猜想有關．配合他提出的有關可羅薩里過剩數上下限的假設，可以證明一個稱為羅賓不等式的不等式在所有足夠大的正整數n時都成立。
拉马努金發現的可羅薩里過剩數比萊昂尼達斯·阿勞哥魯及保羅·艾狄胥所發現的類似整數要嚴格一些些。

## 性質
可羅薩里過剩數是由有許多因數的整數組成的數列，以除數函數和本身之間的闗係來判斷是否有很多因數。一正整數n的除數函數是所有n的正因數的和（包括1和n）。保羅·巴赫曼證明σ(n)的平均值大致接近π²n / 6。多瑪·哈肯·格朗沃爾提出的格朗沃爾定理證明σ(n)最大值的數量值略大於上述的公式，而且存在一個遞增數列n使得整數σ(n) 大致和eγnlog(log(n))大小相當，其中γ為欧拉-马歇罗尼常数。可羅薩里過剩數需要在針對某一特定ε > 0的條件下，下列函數在n為可羅薩里過剩數時有最大值：
{\displaystyle {\frac {\sigma (n)}{n^{1+\varepsilon }}}}
保羅·巴赫曼及古倫沃爾證明了針對每個小於0的ε > 0，此函數會有一最大值，而且當ε越接近0，最大值的數值會越大。因此有無窮多個Colossally過剩數，不過分佈的非常稀疏，在小於1018的範圍內只有22個。
針對每一個ε值，上述的函數均存在一個全域極大值。但各ε值下函數的全域極大值可能有多個點，不一定只有一個點。阿勞哥魯及保羅·艾狄胥研究在一定特定值的ε值下，會有幾個不同的n使上述函數均為全域最大值，針對大多數的ε值，只有一個n使函數有全域最大值。不過艾狄胥和讓-路易·尼古拉（Jean-Louis Nicolas）證明有一些離散的ε值形成的集合，在該ε值下函數會有2或4個不同的n值，都會使函數有相同的全域最大值。
Alaoglu及保羅·艾狄胥合作在1944年發表的論文中試圖證明二個連續可羅薩里過剩數之間的比值恆為質數，但沒有成功。後來將上述的敘述變成一個猜想，而且證明此猜想會依循超越數論中四個指數猜想中的一個特例，也就是對於二相異的質數p,q及一實數t，只有在t為正整數時才能同時使pt及qt均為有理數。
根據六個指數定理中有關三個質數的類似結果（也就是卡尔·西格尔聲稱由他本人證明的定理），阿勞哥魯及保羅·艾狄胥已證明二個連續可羅薩里過剩數之間的比值恆為質數或是半質數（二個相異質數乘積）。
阿勞哥魯及保羅·艾狄胥的猜想尚未被證實或推翻。若其猜想成立，表示存在一個由非相異質數組成的數列p1, p2, p3,…，使得第n個可羅薩里過剩數可以用下式表示：
{\displaystyle c_{n}=\prod _{i=1}^{n}p_{i}}
假設上述猜想成立，此質數數列的前幾項為2, 3, 2, 5, 2, 3, 7, 2 （OEIS數列A073751），而且所有的ε值下，函數只會有1或2的n值使函數有相同的全域最大值，沒有任何一個ε值會對應4個使函數有相同全域最大值的n值。

## 和黎曼猜想的關係
1980年代蓋.羅賓證明黎曼猜想等於以下的不等式對於所有大於5040的正整數都成立：
{\displaystyle \sigma (n)<e^{\gamma }n\log \log n.\,}
當n = 5040時上述等式不成立，但羅賓證明若黎曼猜想成立時，上述不等式只對部分小於5040的n會不成立，對任何大於5040的n都會成立，上述不等式稱為羅賓不等式。若除了5040外，仍有其他大於5040的正整數使羅賓不等式不成立，該些正整數中至少會有一個是可羅薩里過剩數，因此黎曼猜想也等於上述不等式對於所有大於5040的可羅薩里過剩數都成立。

## 外部連結
- Keith Briggs on colossally abundant numbers and the Riemann hypothesis （页面存档备份，存于）
- MathWorld entry （页面存档备份，存于）
- Notes on the Riemann hypothesis and abundant numbers （页面存档备份，存于）
- More on Robin's formulation of the RH （页面存档备份，存于）